# Santi Lampón
Santiago Lampón Pereira (Las Palmas de Gran Canaria, España, 17 de octubre de 1972) es un exfutbolista español, se desempeñaba como guardameta.

## Trayectoria
Formado en los filiales de la U. D. Las Palmas, llegando al primer equipo en 1996. Pasó por distintos equipos hasta su retiro en la U. D. Vecindario en 2012. En 2017 entró en el cuerpo técnico de la U. D. Las Palmas cuando estaba en Primera División de España. Actualmente trabaja con los porteros de Las Palmas "C", segundo filial, en Tercera División RFEF.

## Clubes
| Club                   | País   | Año         |
| ---------------------- | ------ | ----------- |
| Las Palmas Atlético    | España | 1995 - 1996 |
| U. D. Las Palmas       | España | 1996 - 1997 |
| Lorca C. F.            | España | 1997 - 1998 |
| U. D. Las Palmas       | España | 1998 - 1999 |
| Getafe C. F.           | España | 1999 - 2001 |
| A. D. Ceuta            | España | 2001 - 2002 |
| Castillo C. F.         | España | 2002 - 2003 |
| U. D. Vecindario       | España | 2003 - 2007 |
| Universidad Las Palmas | España | 2007 - 2010 |
| U. D. Vecindario       | España | 2010 - 2011 |
| U. D. Lanzarote        | España | 2011 - 2012 |
| U. D. Vecindario       | España | 2012        |